# Castleton Commodities International
Castleton Commodities International, LLC (CCI) is een particulier wereldwijd handelsbedrijf dat betrokken is bij de handel in grondstoffen en dat actief is op een breed spectrum van wereldwijde energiemarkten. Onder de naam Louis Dreyfus Energy werd het bedrijf in 1997 opgericht door de Louis Dreyfus Company als een dochteronderneming voor de handel in energie. In 2006 werd Louis Dreyfus Energy gerangschikt als een van de 10 grootste aardgasmarketeers in de Verenigde Staten. Het bedrijf heeft wereldwijde belangen die betrekking hebben op "de fysieke levering van aardolie en aardgas, evenals financiële belangen in energie". CCI heeft zijn hoofdkantoor in Stamford en heeft kantoren in Calgary, Houston, Genève, Londen, Montevideo, Singapore en Shanghai.
In 2006 investeerde Highbridge Capital Management, een hedgefonds uit New York, als een joint venture in Louis Dreyfus Group om hun toegang tot en controle over de levering van energie binnen handelsmarkten te vergroten.  De joint venture heette Louis Dreyfus Highbridge Energy LLC (LDH Energy).
In oktober 2012 werd aangekondigd dat Glenn Dubin, Paul Tudor Jones en Timothy Barakett deel uitmaakten van een groep investeerders die het energiebedrijf Louis Dreyfus Highbridge Energy ("LDH Energy") kochten van Louis Dreyfus en Highbridge. De reden voor Louis Dreyfus om LDH Energy te verkopen, was dat het kapitaal wilde aantrekken om zijn handelsactiviteiten in de landbouw uit te breiden.  
Het nieuwe bedrijf kreeg de naam Castleton Commodities International, LLC, waar Glenn Dubin sinds 2012 de hoofdaandeelhouder is. In de loop der jaren heeft Castleton Commodities International in de Verenigde Staten diverse windparken en fossiele elektriciteitscentrales overgenomen. 
In Europa heeft het in 2017 Maasstroom Energie van Intergen overgenomen. In 2018 nam het de 50% aandeel in Enecogen over van Ørsted. In 2020 heeft het de Bizkaia Energia-centrale in het Spaanse Baskenland overgenomen.